# Resistência de Tiama

Bandeira usada pela Resistência de Tiama

Resistência de Tiama é um grupo armado formado por residentes da região de Tiama, no Iêmen, com o objetivo de tomar o controle da região da costa oeste iemenita controlada pelos hutis. O grupo foi formado em 2014, quando os Hutis se apoderaram de Hodeida e do resto do norte do Iêmen. O grupo esteve ativo no começo da guerra de 2015, participando da Batalha de Taiz ao lado da coalizão pró Hadi.  Em dezembro de 2017, o grupo participou da ofensiva na província de Hodeida, juntamente com os Emirados Árabes Unidos, a Arábia Saudita, os partidários de Hadi e os combatentes do Movimento do Sul.  O grupo está estreitamente alinhado com a Resistência Nacional de Tareq Saleh e com as Brigadas dos Gigantes. 